# Studio One

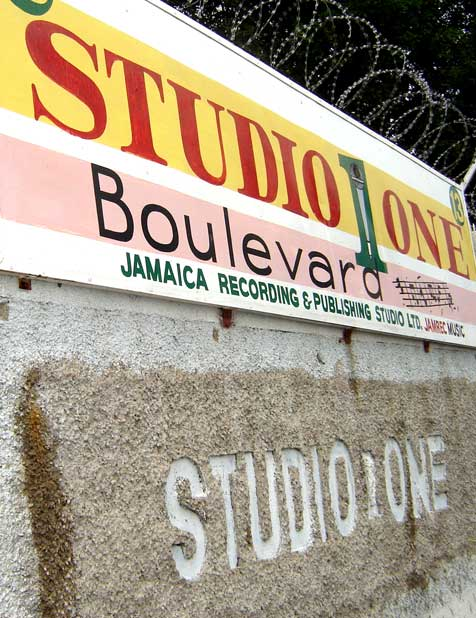
Cartel del Studio One en Jamaica.

Studio One es uno de los sellos principales de reggae del mundo, descrito como «el Motown de Jamaica». Además, es el nombre de los estudios de grabación del propio sello.

## Historia
El sello (con sus estudios) fue fundado por Clement «Coxsone» Dodd en 1954, en la calle Brentford Road, en Kingston. Dodd ya había editado música en otros sellos como World Disc, además de poner en marcha Downbeat, uno de los sound systems más famosos de los guetos de Kingston.
Studio One ha grabado y editado música de, por ejemplo, Bob Marley and the Wailers, Lee «Scratch» Perry, Burning Spear, Toots & the Maytals, John Holt, Horace Andy, Ken Boothe y Alton Ellis.
Prince Buster, el «rival» de Dodd, comenzó su carrera trabajando en el sound system de este y el productor discográfico Harry J grabó muchos de sus éxitos en Studio One.
Studio One ha participado en la mayoría de los eventos musicales jamiquinos durante los años 60 y 70, incluyendo la explosión del ska, rocksteady, reggae, dub y dancehall.
The Skatalites y The Sound Dimension desarrollaron su carrera como bandas de estudio y de música instrumental en Studio One.
El sello cerró cuando Dodd se trasladó a Nueva York en 1980.